# Der Mann im roten Rock
Der Mann im roten Rock (Originaltitel: Mon oncle Benjamin, Kino-Titel: Mein Onkel Benjamin, Video-Titel Mein Onkel Benjamin und Der Frauenheld) ist ein französischer Film von Édouard Molinaro aus dem Jahr 1969, der nach Motiven des Romans Mein Onkel Benjamin von Claude Tillier entstand. In den Hauptrollen spielten Jacques Brel und Claude Jade.
Frankreich im 17. Jahrhundert. Der Landarzt Benjamin liebt die Gastwirtstochter Manette, deren Vater seine Tochter gewinnbringend verkuppeln will. Manette ist sogar bereit, sich von Benjamin entführen zu lassen – jedoch nur mit darauf folgendem Trauschein. Benjamin fürchtet die Ehe. Doch Manette findet in Hector de Pont-Cassé einen Verbündeten. Pont-Cassé muss Benjamin vor der Rache des Marquis de Cambyse beschützen, einem niederträchtigen Adligen, dem Benjamin einen Streich spielte. Doch Pont-Cassés Einfluss bewahrt Benjamin nicht vor der Abreise ins Exil. Am Ende begleitet Manette ihren Benjamin – auch ohne Trauschein – in die Verbannung.

## Handlung
Landarzt Benjamin hat gerade Madame Fata mit Schröpfköpfen verarztet, als er an der Herberge des Dorfes Clamecy ankommt. Dort empfängt ihn die schöne Wirtstochter Manette, seine Geliebte. Doch Manettes Vater, der Gastwirt Jean-Pierre will Manette nicht dem armen Arzt zur Frau geben. Manette will sich Benjamin nur gegen einen Trauschein hingeben. In diesem Dilemma schlägt Benjamin Manette vor, sie einfach zu entführen. Doch da sie danach heiraten will, nimmt er von diesem Vorhaben Abstand. Manette begleitet ihn zu seinen Trinkkumpanen in die Herberge. Dort berichtet der Arzt Minxit, dass demnächst seine Tochter Arabelle aus dem Kloster heimkehre und er es gern sähe, wenn Benjamin Arabelle zur Frau nehme. Manette bekommt dies mit und ist wütend. Bei dem Gelage kommt es zu einem albernen Streit über die Ehe zwischen Benjamin und seinem Schwager Machecourt, dem Mann seiner Schwester Bettine. Als die beiden betrunkenen Männer mit Degen fechten, eilt Manette los und holt Bettine, die mit Gezeter den Streit beendet. Manette ist vorerst zufrieden.
Des Nachts wird Benjamin zu einem Sterbenden gerufen. Nach dem Tod des Mannes nimmt er dessen Waisenjungen Gaspard mit. Da seine Schwester Bettine und deren Mann Machecourt bereits fünf eigene Kinder haben, adoptieren sie Gaspard. So wird der Landarzt Gaspards Onkel Benjamin.
Als Benjamin auf Drängen seiner Schwester die Arzttochter Arabelle besuchen soll, reitet er lieber mit einem Sergeanten, den er auf dem Weg kennenlernt, zur Herberge. Dort kommt es zum Streit zwischen Benjamin und Manette, doch im Weinkeller versöhnen und küssen sie sich. Als sie sich ihre Liebe gestehen, werden die beiden von Manettes Vater erwischt. Manette wird mit Arrest bestraft und darf ihr Zimmer nicht verlassen.
Als Benjamin erneut Arabelle besuchen soll, reitet er mit Bettine und Gaspard zu Minxit. Auf dem Weg begegnen sie der Jagdgesellschaft des Marquis de Cambyse. Als Benjamin ihn nicht ehrerbietig grüßt und erwidert, der König könne jeden Tag einen Marquis ernennen aber keinen Arzt, lässt ihn der Marquis verhaften. Zur Strafen muss Benjamin vor dem Hofstaat den nackten Hintern des Marquis küssen. Unter dem Gelächter der Hofschranzen erklärt der Marquis, Benjamin dürfe sich nun rühmen, einen Marquis geküsst zu haben.
In Clamecy haben die Bewohner von der Tat des Marquis erfahren und sie rüsten sich zum Aufstand. Doch Benjamin kommt zurück und erklärt, die Rache müsse noch etwas warten. Manette ist glücklich, dass Benjamin dem Arzt Minxit erklärt, er würde auf Arabelle verzichten.
Arabelle ist in den jungen Adligen Hector de Pont-Cassé verliebt. Hector vermutet in Benjamin einen Nebenbuhler und es kommt bei einem Dinner zu einer Beleidigung Benjamins gegen den Adel. Hector ist beleidigt und fordert Benjamin zum Duell. Benjamin schleicht sich heimlich zu Manette. Er klettert in ihr Fenster, um sie seiner Liebe zu versichern. Manette sträubt sich in Wortgefechten, doch sie sind nun erneut versöhnt.
Beim Duell zwischen Benjamin und Hector werden die beiden Männer zu Freunden, da sich herausstellt, dass Benjamin kein Interesse an Arabelle hat und nur Manette liebt. Hector verspricht Benjamin, ihm zu helfen. Manette ist derweil aus ihrer Kammer geflohen und eilt zum Duell. Auf dem Weg dorthin begegnet sie Hector und dessen Freund Guillaume de Vallombreuse. Als Hector von Manette erfährt, dass ihr Vater ihr die Ehe mit Benjamin verweigert, weil dieser arm sei, reitet er mit Guillaume zur Herberge. Dort behauptet er, Benjamin im Duell getötet zu haben. Er zwingt Manettes Vater, in ein Weinfass zu steigen und für die Seele des armen Benjamin zu beten. Das Weinfass wird verschlossen.
Benjamin verkleidet sich als Wunderheiler und besucht mit Kutte, Brille und falschem Bart das Schloss des Marquis. Als dieser an einer Fischgräte zu ersticken droht, kündigt Benjamin an, ihn erst zu retten, wenn der Marquis seinen nackten Hintern küsst – vor dem versammelten Hofstaat. Der Marquis küsst nun Benjamins Po.
Benjamin eilt zu Manette und all seinen Freunden. Hector klopft an das Fass und erlaubt dem eingesperrten Wirt, ihn erst freizulassen, wenn er Manette erlaube, zu heiraten, wenn sie will und ihr zudem eine hohe Mitgift zu geben. Im Glauben, Benjamin sei tot, willigt der Mann im Fass ein. Als Hector das Fass öffnet, sieht der Wirt Benjamin und Manette Hand in Hand. Er muss einwilligen. Gerade als Benjamin Manettes Vater um die Hand seiner Tochter bittet, kommen Soldaten und verhaften Benjamin wegen Beleidigung des Marquis. Benjamin muss ins Gefängnis und wird Manettes Armen entrissen.
Hector interveniert beim König und Benjamin kommt vorerst frei, muss jedoch das Land verlassen. Ihm droht die Verbannung. Als der Arzt Minxit spürt, dass er stirbt, gibt er ein großes Abendessen mit all seinen Freunden, darunter auch Benjamin und Manette sowie Arabelle und Hector de Pont-Cassé. Nach der Beerdigung Minxits kommen Soldaten und bringen Benjamin zur Landesgrenze. Doch Hector bringt nun Manette und Benjamins Neffen Gaspard ebenfalls zur Grenze. Manette und Benjamin verabschieden sich von Hector, denn Manette hat sich entschlossen, mit Benjamin in die Verbannung zu gehen – auch ohne Trauschein. Als Gaspard zu einem Fluss verschwindet, um Krebse zu fangen, ist Manette bereit, Benjamin ihre „Blüte“ zu geben, wie ihr Vater ihre Jungfräulichkeit, ihr „kleines Kapital“ bezeichnet. Benjamin und Manette laufen Hand in Hand über das Feld und verschwinden hinter einem Heuhaufen.

## Unterschied zum Roman
Im Roman hat Benjamin zwar seinen Liebesspaß mit Wirtin Manette (im Film ist sie die Wirtstochter), doch es geht ihnen nie um Heirat. Im Roman ist es ein Liebesverhältnis, das im Film aufgenommen und ausgebaut wird. So entstammt der Dialog von Manette an Benjamin – "Wenn es der Himmel erlaubte, dir ewig so nah zu sein, ich würde auf jede andere Ewigkeit verzichten" – aus dem Roman.
Minxits Tochter Arabelle stirbt im Roman während der Entführung durch ihren Liebhaber Pont-Cassé, nachdem dieser bei einer Streiterei in einer Herberge im Duell getötet wurde. Im Film wie im Roman ist Manette Benjamins einziges Objekt der Begierde, doch im Roman geht es nie um ein Leben zu zweit. Im Film geht Manette nach Benjamins Verbannung mit ihm fort als Paar, während Pont-Cassé lebt mit der ebenfalls lebenden Arabelle glücklich wird.
Im Roman stirbt Minxit aus Kummer über den Tod von Arabelle. Im Film gibt er das Festmahl, weil er spürt, dass er sterben wird. Neben Benjamin, Manette und Freunden ist im Film auch Minxits Tochter Arabelle beim letzten Festmahl.
Die Handlung im Roman dient als Gerüst für philosophische, kirchen- und adelskritische Betrachtungen, die im Film nur zu einem geringen Teil in einigen pointierten Dialogen vorkommen.

## Kritiken
„Jacques Brel als Benjamin und – nicht zu vergessen! - Claude Jade als Manette haben mehr Sonne auf unsere Erde gebracht als alle längst verblichenen Sonnenkönige zusammen.“

„Nach einem klassischen französischen Schelmenroman derb-heiterer Art erzählt. Die stilistische Uneinheitlichkeit und einige plumpe Geschmacklosigkeiten mindern den Unterhaltungswert.“

„Zu den großen Vorzügen des Films gehört die Bekanntschaft mit der schönen und hochbegabten Claude Jade, einer Schauspielerin, die auch François Truffaut genügend faszinierte […] .“

„Molinaro hat aus einem lebhaften Roman mit lächelndem Epikurismus einen groben Film gemacht. Nur die bezaubernde Claude Jade entkommt - durch welches Wunder ? - der sie umgebenden Hässlichkeit."“

„Claude Jade ist schön und appetitlich, wie es sich für Mädchen in den guten alten Zeiten gehörte."“

„Diesmal traf Edouard Molinaro ins Schwarze. Sein Onkel Benjamin ist ein charmanter Erfolg. Flink, erdig, aber niemals derb, rebellisch, aber niemals aggressiv, lustig, aber mit einem Hauch Bitterkeit, dieser Film ist genau die Art von Qualitätsunterhaltung, die dazu bestimmt ist, großen Erfolg zu haben [...] Die flüchtige Schwerkraft finden wir in der Interpretation von Jacques Brel. Frech und großmäulig, mit warmem Herzen, flinker Hand, Frechheit auf den Lippen, gibt er einen großartigen Benjamin von Fröhlichkeit und Lässigkeit wieder. Doch trotz dieser sorglosen Maske hat die Figur etwas Fieberhaftes und manchmal sogar Dramatisches, das dem Schauspieler eigen ist. Dazu die köstliche Claude Jade..."“

## Synchronisation
- Benjamin – Jacques Brel – Rolf Römer
- Manette – Claude Jade – Friederike Aust
- Pont-Cassé – Bernard Alane – Joachim Siebenschuh
- Bettine – Rosy Varte – Annemone Haase
- Minxit – Paul Frankeur – Heinz Suhr
- Cambyse – Bernard Blier – Siegfried Kilian
- Machecourt – Armand Mestral – Gerd Biewer

## Deutsche Kinostarts und Sendedaten im deutschen Fernsehen
3. Dezember 1971 Kino DDR
2. Februar 1975 Kino BRD
17. September 1983 I. PR. DDR-Fernsehen Erstausstrahlung; Wiederholungen am: 6. Juli 1985 II. PR.; 7. März 1987 II. PR.; 26. März 1989 II. PR.;
Tele5-Erstsendung (unter dem Titel "DER MANN IM ROTEN ROCK"): 24. Februar 1991, WDHL: 2. März 1991
Außerdem erscheint "Mein Onkel Benjamin" auf Video unter den Titeln "Mein Onkel Benjamin" (bei Universal Home Video) und "Der Frauenheld".
Im April 2022 erscheint "Mein Onkel Benjamin" in Deutschland bei Pidax Filmklassiker erstmals als DVD.